# Province de Julcán
La province de Julcán (en espagnol : Provincia de Julcán) est l'une des douze  provinces de la région de La Libertad, au Pérou. Son chef-lieu est la ville de Julcán.

## Géographie
La province couvre une superficie de 1 101,39 km2. Elle est limitée au nord par la province d'Otuzco, à l'est et au sud par la province de Santiago de Chuco et à l'ouest par la province de Virú.

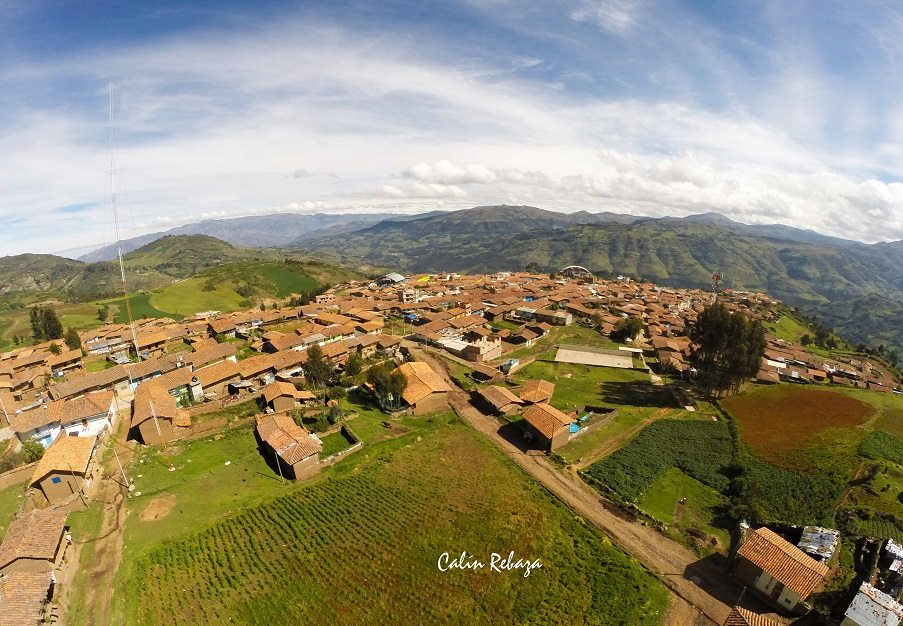
La ville de Julcan La Libertdad Pérou

## Population
La population de la province s'élevait à 35 438 habitants en 2005.

## Subdivisions
La province de Julcán est divisée en quatre districts :
- Calamarca
- Carabamba
- Huaso
- Julcán